# Tunnel du Hoosac
Le tunnel du Hoosac (en anglais: Hoosac Tunnel) est un tunnel ferroviaire de 7,64 km de longueur, traversant les monts Hoosac d'ouest en est, entre Florida et North Adams dans le Massachusetts. On le doit, en particulier, à l'industriel et entrepreneur américain, Alvah Crocker, et à sa compagnie, la Fitchburg Railroad. Les travaux commencèrent en 1851 et s'achevèrent en 1875. À cette date, il était le second plus long tunnel au monde, après celui du Mont-Cenis (13,7 km) dans les Alpes françaises.

## Sources
- (en) « The Hoosac Tunnel » in Anthony J. Bianculli, Trains and technology : the American railroad in the nineteenth century, Newark, DE : University of Delaware Press, 2001.  (ISBN 9780874137293).
- (en) Carl R Byron, A pinprick of light : the Troy and Greenfield Railroad and its Hoosac Tunnel, Brattleboro, Vt. : S. Greene Press, 1978.  (ISBN 9780828903240).
- (en) North Adams Historical Society, History of the Hoosac tunnel. No. Adams, Mass. : O. Dalrymple, 1880. (OCLC 15586258).